# Ashley Laurence
Lori Cohen, más conocida como Ashley Laurence (Los Ángeles, California; 28 de mayo de 1966), es una actriz estadounidense.

## Carrera
Es conocida por actuar en películas de terror, en particular en la serie de películas Hellraiser.
Actuó por primera vez como Kirsty Cotton, la protagonista de la película Hellraiser (1987), y luego repitió su papel en Hellbound: Hellraiser II (1988) y tuvo una pequeña aparición en Hellraiser III: Hell on Earth (1992). En 2002 apareció en la sexta parte Hellraiser: Hellseeker. 
Conocida por su belleza, también ha protagonizado películas como Lurking Fear (1994) y Savate (1995), entre otras.
Aunque la mayoría de su trabajo ha sido en el cine, en el transcurso de su carrera ha aparecido en episodios de series de televisión como Suddenly Susan, ER y Beverly Hills, 90210. 
En 2008 actuó en la película Red, basada en la novela de Jack Ketchum.

## Filmografía

### Películas
- Bump (2010) .... Elaine
- Memories of Murder (2010) .... Clair Pruitt
- Red (2008) .... Sra. McCormack
- Chill (2007) .... Maria
- Hollywood Dreams (2006) .... Joven en el café
- Mystery Woman: Sing Me a Murder (2005) .... Francine
- Pomegranate (2005) .... Harem girl
- Lightning Bug (2004) .... Jenny Graves
- Gentle Ben 2: Danger on the Mountain (2003) .... Dakota
- Hellraiser: Hellseeker (2002) .... Kirsty Cotton
- Gentle Ben (2002) .... Dakota
- Warlock III: The End of Innocence (1999) .... Kris Miller
- Cypress Edge (1999) .... Brittany Trummel
- A Murder of Crows (1998) .... Janine DeVrie
- Cupid (1997) .... Jennifer Taylor
- Livers Ain't Cheap (1996) .... Carla
- Savate (1995) .... Mary Parker
- Triplecross (1995) .... Julia Summers
- Stranger by Night (1994) .... Nicole Miller
- Felony (1994) .... Laura Bryant
- Blood Run (1994) .... Paige
- Lurking Fear (1994) .... Cathryn Farrell
- Amerikanskiy Blyuz (1994) .... Gina
- Deuce Coupe (1992) .... Marie Vitelli
- Mikey (1992) .... Shawn Gilder
- Face the Edge (1990) .... Jane
- Hellbound: Hellraiser II (1988) .... Kirsty Cotton
- Hellraiser (1987) .... Kirsty Cotton

### Series de televisión
- ER .... Campbell (1 episodio: Just a Touch, 2004)
- Beyond Belief: Fact or Fiction .... Sandy (1 episodio: Damsel, 2000)
- Beverly Hills, 90210 .... Ashley Reese (1 episodio: Fortune Cookie, 1999)
- Suddenly Susan .... Pam (1 episodio: The Ways and Means, 1997)
- Hercules: The Legendary Journeys .... Daniela (1 episodio: Protean Challenge, 1996)
- Legend .... Libbie Custer (1 episodio: Custer's Next to Last Stand, 1995)
- Hunter .... Erica (1 episodio: Investment in Death, 1989)
- Monsters .... Jodie (1 episodio: The Match Game, 1989)
- Highway to Heaven .... Gemma (1 episodio: Sail Away, 1986)
- Capitol .... Brenda Clegg #2 (1984-1985)